# Перехвальская, Елена Всеволодовна
Еле́на Все́володовна Перехва́льская (4 марта 1954, Ленинград) — российский лингвист, специалист в области социолингвистики, теории языковых контактов, изучения пиджинов и креольских языков, документации языков, полевой лексикографии, тональных языков, африканистики, исследования алтайских языков, кельтских языков; писатель.
Доктор филологических наук (2008), ведущий научный сотрудник Отдела языков народов России Института лингвистических исследований РАН, профессор Высшей Школы Экономики (Санкт-Петербург).

## Биография
В 1976 году окончила отделение испанского языка филологического факультета ЛГУ. Дипломная работа была посвящена кельтскому субстрату романских языков. С 1979 по 1984 год была соискателем при секторе Индоевропейских языков и сравнительно-исторического языкознания Ленинградского отделения института языкознания АН СССР. В 1987 году защитила кандидатскую диссертацию, посвящённую влиянию кельтского субстрата на формирование некоторых черт синтаксиса романских языков (французского и испанского). В 2008 году защитила докторскую диссертацию «Сибирский пиджин (дальневосточный вариант). Формирование. История. Структура».
С 1999 по 2017 год работала на кафедре общего языкознания СПбГУ. В 2003—2009 гг. была профессором кафедры алтайских языков Санкт-Петербургского педагогического университета имени А. И. Герцена. C 2003 года является ведущим научным сотрудником Отдела языков народов России ИЛИ РАН. С 2017 г. — профессор Высшей Школы Экономики.  
На протяжении многих лет Елена Перехвальская занимается полевым исследованием малоизученных языков. 
С 1984 года она занимается исследованием, документацией и ревитализацией находящегося под угрозой  удэгейского языка, распространённого в Приморском и Хабаровском краях РФ. Она была руководителем проекта «Удэгейская школа», поддержанного фондом Сороса (1989-1994 гг); в рамках этого проекта были созданы учебники удэгейского языка для начальной школы и детского сада.
С 2003 г. Елена Перехвальская занимается документацией языка муан (языковая семья манде), распространённого в республике Кот-д'Ивуар. С 2001 по 2015 гг она была руководителем студенческих лингвистических экспедиций, организуемых на базе СПбГУ. Ею были организованы студенческие экспедиции в Приазовье по изучению урумского и румейского языков (2001—2005), в Калмыкию по изучению калмыцкого языка (2006—2008), в Гатчинский район Ленинградской области по изучению ингерманландских диалектов финского языка (2009—2010, 2015), в Башкортостан по изучению башкирского языка (2011—2014).
Е. В. Перехвальская — автор нескольких десятков художественных произведений, написанных в разных жанрах: остросюжетные романы (в основном под псевдонимом «Елена Милкова», многие — в соавторстве с Марией Семёновой и Валерием Воскобойниковым — «Охота на скунса», «Опасайтесь бешеного пса», «Волкодав», «Мама» и др.; исторические романы и повести — «Чудесное плавание Брана», «Рассказы о православных святых», «Василий Блаженный» и др. Член секции детской литературы Союза писателей Санкт-Петербурга.

## Основные работы
- Удэгейцы. Этнографический очерк. СПб.: Просвещение, 1994.
- Udeghe (Udihe) folk tales. Tunguso-Sibirica 10. Wiesbaden: Otto Harrassowitz, 2002 (в соавт. с И. Николаевой и М. Тольской).
- La morphologie verbale du mwan (Côte-d’Ivoire) // Mandenkan 39, 2004. С. 69-85.
- Части речи в русских пиджинах // Вопросы языкознания, 2006, № 3. С. 7-26.
- Русские пиджины. СПб.: Алетейя, 2008.
- Аспирированные и глоттализованные гласные в диалектах удэгейского языка // Вопросы языкознания , 2010, № 6. С. 60-87.
- Современные формы русского пиджина: уссурийский вариант // Instrumentarium of linguistics: sociolinguistic approaches to non-standard Russian. Mustajoki, Arto and Ekaterina Protassova, Nikolai Vakhtin (eds). Slavica Helsingiensia 40. Helsinki. 2010. 175—187.
- Выражение аспектуальных значений в удэгейском языке // Н. Н. Казанский (отв. ред.). Acta Linguistica Petropolitana. Труды Института лингвистических исследований VIII, 2 В. А. Плунгян (отв. ред.). Исследования по теории грамматики. Вып. 6. Типология аспектуальных систем и категорий]. СПб.: Наука, 2012. С. 361—395.
- Chinese Pidgin Russian // The Atlas and Survey of Pidgin and Creole Languages (APiCS) (Susanne M. Michaelis, Philippe Maurer, Martin Haspelmath, and Magnus Huber (eds.)). Oxford University Press. 2013. V 2. 69-76
- Mwan language : dictionary and corpus of texts, 0,4 а.л. ACL Anthology A Digital Archive of Research Papers in Computational Linguistics: 2014. http://www.aclweb.org/anthology/W14-6509
- Исследования по русским пиджинам. Сборник статей. Москва-Берлин: Directmedia. 2014. 224 с.
- Irish in the West Indies: Irish influence on the Formation of English-based Creoles \\ Yn llawen iawn, yn llawn iaith: Proceedings of the 6th International Colloquium of Societas Celto-Slavica. Ed. D.Johnston, E.Parina, M.Fomin. Studia Celto-slavica-7 University of Wales. Centre for Advanced Welsh and Celtic Studies. Aberystwyth. 2015. 181—192
- Этнолингвистика : учебник для академического бакалавриата. — М.: Юрайт, 2016. — 351 с. — ISBN 978-5-9916-5728-0.
- Les moyens anaphoriques du récit traditionnel: un cas du mwan // Mandenkan. Bulletin d'études linguistiques mandé. 55, 2016, 175—188
- «Они пришли из места убивания козы»: об одной стратегии грамматикализации в южных манде // Вестник Санкт-Петербургского университета. Серия 9. 2016. № 1. 89-99.
- Удэгейский язык (статья для социолингвистической энциклопедии) // Язык и общество. Энциклопедия / отв. ред. В. Ю. Михальченко. М.: Азбуковник, 2016. 514—521
- Basic morphosyntax of verbal and non-verbal clauses in San-Maka // Mandenkan. Bulletin d'études linguistiques mandé 57. 2017. 49-76.
- Язык муан // В. Ф. Выдрин, Ю. В. Мазурова, А. А. Кибрик, Е. Б. Маркус (ред). Языки мира: Языки манде. СПб: Нестор-история, 2017. 718—765.
- Язык боко // В. Ф. Выдрин, Ю. В. Мазурова, А. А. Кибрик, Е. Б. Маркус (ред). Языки мира: Языки манде. СПб: Нестор-история, 2017. 1051—1093.